# Las tres perfectas solteras (telenovela)
Las tres perfectas solteras es una telenovela boliviana realizada por Santa Cruz Films Producciones y exhibida por primera vez en horario estelar por la Red Unitel el 27 de marzo de 2004.
Basada en la obra homónima de Pedro Rivero Mercado. Dirigida por Ricardo Alfonso.
Las actrices Claudia Alfonso, Marcia Capobianco y Fátima Cuéllar son las protagonistas de la trama.

## Sinopsis
La historia de las solteras se desarrolla inicialmente en los años cincuenta y en ella se refleja el pensamiento de la sociedad cruceña de ese entonces, acompañado con el humor, picardía y prejuicios propios de esa época en la que Santa Cruz de la Sierra despertaba para convertirse en la ciudad pujante del país. Todo esto es reflejado en los versos de Rivero Mercado y en imágenes gracias a Safipro.
Narra las vivencias y peripecias en un tono jovial de picaresca comedia en la Santa Cruz de antaño, los sucesos jocosos y la permanente mala suerte con sus pretendientes de tres hermanas: Dolores, la ingenua; la dulce Encarnación; y la tierna Margarita, quienes tratan de no quedar en la eterna soltería.

## Producción

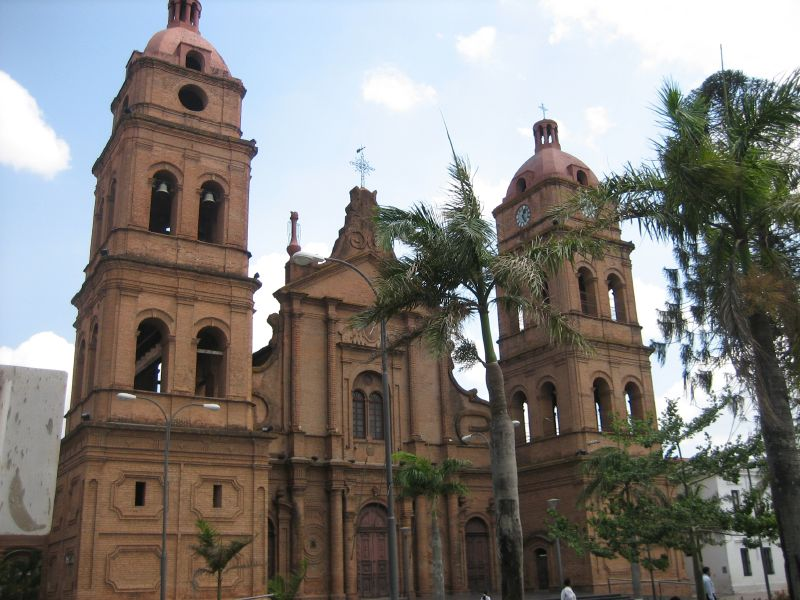
La Catedral principal formó parte de la escena final.

- Se filmó en la población de Paurito y en la ciudad de Santa Cruz de la Sierra (Plaza de Armas 24 de Septiembre y Catedral), también se filmaron escenas adicionales en Cotoca, Sucre y La Paz.
- El reto de Safipro fue adaptar el verso a la imagen.
- En mayo de 2003 las filmaciones se iniciaron
- Significó el debut de Ricardo Alfonso como director.

### Emisión
Se estrenó el sábado 27 de marzo de 2004, en el horario de las 20:00 h trasmitiéndose a todo el país, semanalmente a través de la Red Unitel, interrumpiendo el ciclo de películas Señor Cine.
Se reprisó por Megavisión (canal local de Santa Cruz) que emitió en el horario de las 21:30 h de lunes a viernes, entró a retransmisiones en Megavisión, en los años 2004 y 2007.
También se transmitieron a nivel nacional, por Canal 7 TVB a las 22:00 de lunes a viernes, en el año 2005. 
Finalmente, la Red PAT, también la retransmitio, tras el convenio que tenía Safipro con la misma desde 2017 hasta la actualidad, emitida los sábados y domingos.

## Elenco
en orden de la apertura
| Actor/Actriz           | Personaje          |
| ---------------------- | ------------------ |
| Claudia Alfonso        | Dolores Vaca       |
| Marcia Capobianco      | Encarnacíon Vaca   |
| Fátima Cuéllar         | Margarita Vaca     |
| María Delicia Robles   | Zoila Vaca         |
| Juan de América        | Lorgio Vaca Llanos |
| Paola Andrea Jiménez   | Lorenza            |
| Ricardo Alfonso        | Antonio Roca       |
| Juan Daniel Saucedo    | Carlitos Parada    |
| Julio Kempff           | Dr. Carlos Parada  |
| Raúl González          | Julián             |
| Roger Quiroz           |                    |
| Juan de Dios Castro    | Chichi Pinto       |
| Katty Gutiérrez        |                    |
| Frida Soria            | Casta Morales      |
| Mosita Perdriel        |                    |
| Yrasith Peñarrieta     | Teodosia Flores    |
| Gloria Natusch         | Tía Lola           |
| Rodolfo Suárez         | Baldomero          |
| José Claudio Laguna    | José               |
| Hugo Pacheco           |                    |
| Javier Morales         |                    |
| Mohsen Purahmary       | Alí                |
| Detlef Rau-Bredow      | Jack               |
| Juan Carlos Santiváñez |                    |
| José Castro            |                    |
| Mirka García           |                    |
| José Luis Ponce        | Facundo            |
| Porfirio Azogue        |                    |
| Chichita de Herrera    | Lucha Guerra       |
| Dinny Matienzo         |                    |
| Carlos Ortiz           | Justo Bazán        |
| Antonio Anzoategui     |                    |
| Chaly Antelo           |                    |
| Jorge Flores           | Dn. Lucas          |
| Efraín Capobianco      |                    |
| Teddy Landivar         |                    |
| Elías Serrano          | Udalrrico Campos   |

## Música
- Las tres perfectas solteras - Claudia Alfonso (tema de apertura)
- Soñando con tu amor - Gina Gil (tema de Dolores)
- Tu otra mitad - Guísela Santa Cruz (tema de Margarita)
- Amor distante - Alenir Echeverría (tema de Encarnación)

| Música incluida - No hay Tierra como mi Tierra - Tingo Vincenti (tema de locación: Santa Cruz) - Amorcito corazón - Pedro Infante (tema de ambientación) - La ley del monte - Vicente Fernández (tema de Chichi Pinto) - What a wonderfull world - Louis Armstrong (tema de locación: Estados Unidos) - Contigo - Los Panchos - Moonlight serenade - Glenn Miller & His Orchestra - Estoy perdido - Los Panchos - Street urchins - Alan Menken (tema de Alí) - Volver - Ricardo Chiqui Pereyra (tema de locación: Buenos Aires) - New York, New York - Frank Sinatra (tema de locación: Estados Unidos) - La violetera - Uno (tango) - Amorcito corazón - Los Panchos - Happy end in Agrabah (versión adaptada) - Alan Menken |  | • Canciones interpretadas por personajes y bandas: - El trasnochador - La barca - Odiame - Algo contigo - Infierno verde - El rey - Alma cruceña - Tamarindo seco |

## Elementos de la teleserie
Temas recurrentes
• Matrimonios
• Soltería y Madre soltera
• Sociedad y Prejuicios
Perfil de los personajes
- Dolores - La soltera mayor, a sus 25 años, está desesperada por encontrar marido. Para una mujer de su edad, en esa época, el matrimonio es un asunto urgente. En esta búsqueda se envuelve, sin saberlo, con un hombre casado. Una mujer de carácter fuerte que quiere imponer sus reglas en la casa.

- Encarnación - En el medio de las tres, Encarnación es un híbrido de las otras dos. A sus 20 años se enamora de Antonio, el profesor del pueblo. La libertad es la cualidad que define a este personaje que realiza varios viajes en busca del amor que cree encontrará en otro lugar.

- Margarita - La hermana menor de las solteras, Margarita la quinceañera. Destaca por su picardía y su carácter a veces infantil. Aunque su afán por encontrar marido no es urgente, la llegada a su vida del primer amor marca su papel a lo largo de la miniserie.